# Bäck (gastronomie)
Pour les articles homonymes, voir Bäck.
Le Bäck (au pluriel Bäcks ou Bäcken) est un genre de bar à vin dans la région de Wurtzbourg (Bavière, Allemagne). Le Bäck vient du mot allemand "Bäcker", boulanger en français, dont certains travaillaient autrefois dans un vignoble à temps partiel et avaient ensuite le droit de servir leur propre vin dans leur boulangerie. À l'origine, les boulangers ne proposaient pas de nourriture, seulement des boissons, en particulier des vins de Franconie. En retour, le client était autorisé à consommer de la nourriture qu'il avait apportée avec lui, pour laquelle le serveur lui même fournissait gratuitement des couverts et une serviette. Dans certains villages du Kahler Seenplatte, la boulangerie locale est également connue sous le nom de Bäck.

## Histoire
Les Bäcken sont une tradition vieille de plusieurs siècles ; le système est mis en place à une époque où les boissons alcoolisées étaient généralement achetées dans les restaurants et le plus souvent consommées sur place. Afin d'économiser de l'argent, les gens préparaient au préalable leurs propres collations dans leur propre cuisine, qu'ils consommaient plus tard pour faire leurs courses.
Au fil des ans, les Bäcks deviennent des lieux de rencontre populaires pour les Wurtzbourgeois. À ce jour, une demi-douzaine de Bäcken sont encore présents à Wurtzbourg. On peut facilement les reconnaître par le fait que leur nom se termine par "-bäck" : Johanniterbäck, Mainbäck, Maulaffenbäck, Reurerbäck, Sandertorbäck, Sophienbäck ou Sternbäck. Les Bäcken ont maintenant aussi des cuisines et un menu, mais la plupart d'entre eux permettent toujours d'apporter sa propre nourriture. Il s'agit souvent d'un sandwich d'une boucherie voisine, d'une bratwurst (saucisse grillée) ou d'un döner kebab. Cependant, certains Bäcken réclament désormais des frais pour la fourniture des plats.